# Valzeina
Valzeina è stato un comune svizzero del Canton Grigioni, nel distretto di Prettigovia/Davos.

## Geografia fisica
Valzeina è un insediamento sparso a sud-est di Landquart , all'ingresso della Prettigovia , situato su entrambi i lati del torrente Schranggabach. Il quartiere più a sud, sul versante nord-orientale del Cyprianspitze ( 1774  m , il punto più alto del comune), è la frazione di Hintervalzeina . Un po' più a nord, sul versante orientale dello Schiterberg ( 1627  m ), si trova Clavadätsch . Segue il villaggio di (Vorder-)Valzeina, sul versante orientale della Mittagplatte ( 1370  m ), sulla riva sinistra del torrente Schranggabach . Direttamente di fronte, ma a est del torrente, sul versante nord-occidentale del Furner Berg ( 1789  m ) , si trova la frazione di Sigg ( 1064  m ). La parte più a nord dell 'ex comune è Untervalzeina ( 1013  m ).
L'ex comune ospita numerose fattorie isolate. Comprende l'intera area fino al Landquart , profondamente intagliato nella valle del Chlus . Solo la parte più esterna della valle, con i suoi estesi pascoli alpini, appartiene al comune di Trimmis.
Della superficie comunale complessiva di 11,44 km² 6,09 km sono coperti da foreste. Inoltre 4,61 km² sono utilizzati a fini agricoli, metà come pascoli di montagna e metà come seminativi e prati. A questi si aggiungono 0,45 km² di aree montane e 0,29 km² di aree insediative.

## Storia
Il comune di Valzenia fu istituito nel 1891 con l'aggregazione dei comuni soppressi di Vorder-Valzeina e Hinter-Valzeina; si estendeva per 11,44 km² e comprendeva anche la frazione di Sigg. Il 1° gennaio 2011 è stato incorporato al comune di Grüsch assieme all'altro comune soppresso di Fanas.

## Monumenti e luoghi d'interesse
- Chiesa riformata di San Michele, attestata dal 1512[1].

## Società

### Evoluzione demografica
L'evoluzione demografica è riportata nella seguente tabella:
Abitanti censiti